# Messier 55
Messier 55 (M55) eller NGC 6809 är en klotformig stjärnhop i södra delen av stjärnbilden Skytten.
Stjärnhopen upptäcktes 1752 av Nicolas-Louis de Lacaille och katalogiserades 1778 av Charles Messier. Stjärnhopen kan ses med 50 mm kikare, men för att upplösa enskilda stjärnor krväs ett medelstort teleskop.

## Egenskaper
Messier 55 har en diameter på omkring 100 ljusår och ligger omkring 17 600 ljusår bort från vårt solsystem. Hopen har en sammanlagd massa av ca 269 000 solmassor. Liksom andra av Vintergatans klotformiga stjärnhopar har den låg nivå av andra element än väte och helium jämfört med solen, "låg metallicitet". Denna kvantitet anges vanligen som 10logaritmen av solens halt och för Messier 55 ges metalliciteten av: [Fe/H] = −1,94 dex, varvid −2 skulle betyda 100 gånger mindre järn än solen.
Endast ca 55 variabla stjärnor har hittats i den centrala delen av Messier 55. 

## Galleri
|                                |
| Messier 55 med amatörteleskop. |

|                                |
| Karta visande platsen för M55. |